# Enrico Toselli
Enrico Toselli (Firenze, 13 marzo 1883 – Firenze, 15 gennaio 1926) è stato un compositore italiano.

## Biografia
Studiò a Firenze con la propria madre, ma anche in altre città italiane con maestri come Giovanni Sgambati, Giuseppe Martucci e Reginaldo Grazzini. Ancora molto giovane cominciò una brillante carriera come pianista in Italia, nelle principali capitali europee e anche ad Alessandria d'Egitto e nel Nord America. 
Molto apprezzato alla corte dei Savoia e in ambienti monarchici, fu acclamato dalla Regina Margherita in persona che ebbe parole di lode in specie per una sua nascente opera: "Il trionfo della fede".
In seguito si stabilì a Firenze, insegnando, componendo e continuando ad apparire frequentemente sui palcoscenici. Scrisse una serie di romanze, tra cui Serenata (Rimpianto), la più popolare ed eseguita a lungo anche postuma. 
Fu ricevuto amichevolmente da Gabriele D'Annunzio: in tale occasione compose un poema sinfonico ispirato al noto romanzo "Il fuoco".
Si appassionò al teatro musicale scrivendo nel 1909 l'opera lirica Lea, nonché le operette La cattiva Francesca e - di grande respiro drammatico - La principessa bizzarra (1913).
Sebbene sia stato un compositore di successo, la fama prodigiosa di Toselli è dovuta in gran parte allo scandalo internazionale provocato dal suo matrimonio a Londra, nel 1907, con l'ex principessa ereditaria di Sassonia, sua altezza reale ed imperiale l'arciduchessa Luisa d'Asburgo-Lorena.

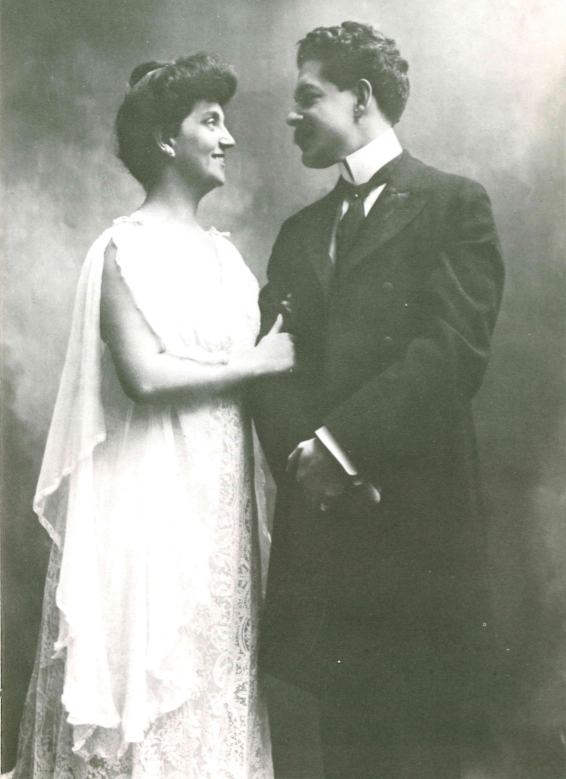
Enrico Toselli ritratto con la moglie, Luisa d'Asburgo-Lorena

Costei, già moglie del principe ereditario di Sassonia, conobbe Toselli nel 1906, quando tra i due la differenza d'età era di 13 anni e Luisa era già madre di 4 figli. 
Di qui lo scandalo. Fra Toselli e Luisa - una donna piena di vita, che riempiva le cronache mondane europee con le sue stravaganze - il matrimonio non fu felice, a causa dell'irrequietezza di lei, così che la coppia si separò già nel 1912, nonostante la nascita nel 1908 di Carlo Emanuele, detto "Buby", violinista (1908 - 1969).
Toselli indirizzò la sua fama come ex-marito di una donna tanto illustre a buon fine, scrivendo nel 1913 un'operetta dal titolo La principessa bizzarra, e poi un libro di successo di memorie Mari d'altesse: 4 ans de mariage avec Louise de Toscane, ex-princesse de Saxe.  
Gli ultimi anni della sua vita furono rasserenati dal matrimonio con la cantante Pia Santarini, vedova Pancerasi, che gli fu compagna affettuosa fino alla fine.  
Invecchiato anzitempo e minato dalla tisi, il Toselli morì a Firenze a 42 anni. 

## Romanze
- L'enfant
- Serenata (Rimpianto)
- La bella birichina
- Fuggente ebbrezza
- Viole bianche
- Cantate de Bettine
- Una barca vuota
- Mattinata
- Spera!
- Impressioni d'autunno
- Notte nostalgica (La seconda serenata)
- L'istante benedetto sia da La principessa bizzarra
- Il canto del dolore da La principessa bizzarra
- Lévres menteuses
- Fior d'amaranto
- Nell'aria della sera
- Dormi bimbo
- Voce d'amore
- La primavera dell'emigrato
- L'ultima serenata